# سائو شچین
سائو شچین (چینی: 曹雪芹؛ تلفظ چینی: [tsʰǎu ɕɥètɕʰǐn]؛ انگلیسی: Cáo Xuěqín; ۱۲ ژوئیهٔ ۱۷۲۴ – ۱ ژانویهٔ ۱۷۶۳) رمان‌نویس، شاعر، نقاش و فیلسوف اهل چین بود. او نویسندهٔ رمان رؤیای تالار سرخ است که یکی از چهار شاهکار کلاسیک ادبیات چین به‌شمار می‌رود.